# Флаг муниципального округа Коньково
Флаг муниципального округа Конько́во в Юго-Западном административном округе города Москвы Российской Федерации — опознавательно-правовой знак, служащий официальным символом муниципального образования.
Первоначально данный флаг был утверждён 27 января 2004 года как флаг муниципального образования Коньково.
Законом города Москвы от 11 апреля 2012 года № 11, муниципальное образование Коньково было преобразовано в муниципальный округ Коньково.
Решением Совета депутатов муниципального округа Коньково от 25 сентября 2018 года № 7/1 данный флаг был утверждён официальным символом муниципального округа Коньково.

## Описание
Описание флага, утверждённое 27 января 2004 года, гласило:
«Флаг муниципального образования Коньково представляет собой двустороннее, прямоугольное полотнище с соотношением сторон 2:3.
В красном полотнище — зелёный равнобедренный треугольник, с основанием, совпадающим с нижним краем полотнища. Высота треугольника равна 1/5 ширины полотнища. Треугольник отделён от остальной части полотнища белой полосой, ширина которой составляет 1/80 ширины полотнища.
Над треугольником помещено изображение белого восстающего коня, обращённого к древку и жёлтой императорской короны над ним. Габаритные размеры изображения составляют 3/8 длины и 5/8 ширины полотнища. Центр изображения равноудалён от боковых краёв полотнища и на 1/8 смещён от центра к верхнему краю полотнища.
В треугольнике помещено изображение жёлтой подковы, шипами вниз. Габаритные размеры изображения составляют 2/15 длины и 1/5 ширины полотнища. Центр изображения равноудалён от боковых краёв полотнища и находится на расстоянии 1/8 ширины полотнища от его нижнего края».
Описание флага, утверждённое 25 сентября 2018 года, гласит:
«Прямоугольное двухстороннее полотнище с отношением ширины к длине 2:3, воспроизводящее фигуры из герба муниципального округа Коньково, выполненные красным, зелёным, белым и жёлтым цветом».
Геральдическое описание герба муниципального округа Коньково гласит:
«В червлёном поле с треугольной зелёной, нитевидно окаймлённой серебром и обременённой золотой подковой двумя шипами вниз, оконечностью — серебряный, осёдланный и взнузданный золотом, конь, сопровождаемый вверху золотой императорской короной».

## Обоснование символики
Императорская корона символизирует историческое прошлое муниципального округа Коньково (в прошлом — село Коньково): в 1776 году эти земли стали одной из резиденций императрицы Екатерины II, планировавшей возвести здесь грандиозный дворцовый комплекс для её внуков Александра и Константина Павловичей.
Село Коньково находилось на Калужском тракте. Эта дорога делала здесь крутой подъём, поэтому быстрая езда по ней была нелёгкой. Бывало, что в распутицу иной конь и падал, не выдерживая быстрой езды по крутой горе вверх, что нашло отражение в художественной литературе.
Белый конь, императорская корона и жёлтая подкова символизируют сюжет из поэмы Семёна Кирсанова «Калужское шоссе», содержащей версию возникновения названия «Коньково»: «Конь царский пал. Ему воздвигнуть изваянье, „Коньково“ дать сему селению названье».
Треугольная оконечность символизирует Теплостановскую возвышенность, на которой располагается муниципальный округ Коньково.
Примененные во флаге цвета символизируют:
— красный цвет — символ храбрости, мужества, неустрашимости, великодушия, любви, огня, теплоты и животворных сил;
— зелёный цвет — символ жизни, молодости, природы, роста;
— белый цвет (серебро) — символ чистоты, невинности, верности, надежности и доброты;
— жёлтый цвет (золото) — символ солнечной энергии, богатства, силы, устойчивости и процветания.